# Abdellah Mottaki
Abdellah Mottaki de son nom complet Abdellah Sbae Mottaki (en arabe : عبد الله سباعي المطكي), né le 11 avril 2001 à Santa Coloma de Gramenet (Espagne), est un joueur de futsal international marocain.

## Biographie

### Carrière en club
Abdellah Mottaki naît et grandit à Santa Coloma de Gramenet, à Barcelone. Il rejoint le FS Garcia à l'âge de six ans,.
Jouant principalement avec l'équipe B, il ne dispute que quatre matchs lors de la saison 2022-2023 avec le FS Garcia en première division espagnole. Il est ensuite prêté en janvier 2023, jusqu'en fin de saison, au Xota FS,.

#### CS5 Martorell (2024-)
En 2023, il s'engage avec le CS Martorell sous la direction de l'entraîneur Adrià Sánchez. Il hérite ainsi du numéro 9.

### Carrière internationale

#### Entre la Catalogne et le Maroc
Entre 2016 et 2017, il est sélectionné à plusieurs reprises avec l'équipe de Catalogne de futsal des moins de 16 ans[source secondaire souhaitée].
Il reçoit plusieurs sélections avec l'équipe du Maroc des moins de 23 ans entre 2023 et 2024 sous la houlette du sélectionneur Adil Sayeh. Le 1re mars 2023, lors d'un match contre la France U23 à Salé, il inscirt un doublé et contribue à la victoire de son équipe (7-4),,.
Le 31 janvier 2024, lors d'un match amical contre l'Italie U23 à Kénitra, il marque à nouveau un doublé pour une victoire de 5-3,. Un mois et demi plus tard, il inscrit un quadruplé lors d'un match amical contre l'Irak U23 (victoire, 7-1)[réf. nécessaire].
Lors du tournoi international du Vietnam avec le Maroc U23, il marque son premier but contre l'Iran U23 (victoire, 5-4), un deuxième contre le pays hôte (match nul, 3-3) et un troisième contre la Nouvelle-Zélande, le 31 mars 2024 (victoire, 6-2). Il remporte ainsi le tournoi international du Vietnam avec l'équipe du Maroc des moins de 23 ans (B),,.

#### Maroc A
En juin 2024, il est convoqué par Hicham Dguig pour un stage de préparation à Salé. Il obtient ainsi sa première sélection avec l'équipe A du Maroc, le 1re août 2024, lors d'un match amical contre l'équipe de Pologne de futsal (victoire, 4-3). Plus tard, en septembre, il n'est finalement pas inclus dans la liste finale pour participer à la Coupe du monde de futsal en Ouzbékistan,.

## Statistiques

### En sélection
Le tableau suivant liste les rencontres de l'équipe du Maroc auxquelles Abdellah Mottaki a pris part depuis le 1re août 2024 :

## Palmarès
- 2024 : Vainqueur du tournoi international du Vietnam avec le Maroc -23 ans[13],[14].